# Salvarosa
Salvarosa è una frazione del comune italiano di Castelfranco Veneto, in provincia di Treviso.
Dista 2,5 km, in direzione nordest, dal capoluogo comunale. A differenza delle altre frazioni, in posizione più marginale, è stata interessata a una rapida crescita urbana che l'ha resa in continuità con i quartieri orientali di Castelfranco.

## Storia
Le origini di Salvarosa vanno ricercate nell'era paleocristiana: si trova infatti lungo l'antica via Aurelia che fu direttrice dell'evangelizzazione da Padova ad Asolo e probabilmente vi venne eretto un sacello intitolato ai santi Pietro e Paolo da cui si originò poi l'odierna parrocchiale.
Come suggerisce il toponimo (composto da silva "selva" e rosea o rubea per la presenza di rose, o ellerosa per l'abbondanza di ellera - edera) il territorio fu per secoli caratterizzato dalla presenza di boschi.
Nel medioevo fu a lungo proprietà del Capitolo dei canonici di Treviso. Di Salvarosa era Mondin di Gabriele de' Cavagnolis, cittadino di Castelfranco che nel 1324 denunciò agli Anziani del comune di Treviso i congiurati che tramavano a favore di Cangrande della Scala.
Il 4 aprile 1816, all'inizio della dominazione austriaca, venne dichiarato comune autonomo con frazioni Salvatronda e San Floriano; l'ente fu soppresso il 7 febbraio 1862 per essere aggregato al comune di Castelfranco.

## Monumenti e luoghi d'interesse

### Chiesa parrocchiale
Forse derivò, come già detto, da un sacello paleocristiano intitolato ai santi Pietro e Paolo. L'attuale dedicazione si spiegherebbe con l'assegnazione della chiesa al Capitolo di Treviso, il cui patrono era appunto Sant'Andrea. I canonici mantennero lo iuspatronato sulla parrocchia sino al 1965.
Ampliata nel 1728 e sostanzialmente rifatta nel 1756, l'attuale costruzione, progetto dell'architetto Antonio Barea, risale al 1853 e si deve alla munificenza del patrizio Antonio Grimani. Il nobile aveva disposto un lascito di 30.000 lire austriache da destinare al luogo di culto, tuttavia alla sua morte, nel 1855, i lavori si interruppero perché gli eredi avevano rivendicato l'eredità. Solo nel 1878 la Corte d'appello di Venezia si pronunciò contro di essi e i lavori poterono essere terminati il 30 novembre 1880.
L'edificio si rifà all'architettura dell'atrio del Teatro Accademico di Castelfranco e si avvicina quindi allo stile di Francesco Maria Preti.

### Ca' Amata
I riferimenti più antichi su questa villa veneta, localizzata lungo la via Postumia a nordovest della frazione, risalgono ai primi del Settecento quando, con le proprietà terriere circostanti, apparteneva a Giovanni Rizzetti. Era questi uno degli intellettuali che facevano riferimento alla cerchia dei Riccati e fu il primo di essi ad occuparsi di architettura. Il Rizzetti volle modificare la costruzione per renderla una sorta di "liceo" dove studiosi e scienziati avrebbero potuto incontrarsi e svolgere le proprie ricerche; si dedicò quindi a una serie di interventi sugli interni, mentre i lavori esterni vennero conclusi ai primi dell'Ottocento dal figlio Francesco.
L'edificio si sviluppa orizzontalmente con la casa padronale al centro e due barchesse ai lati le quali, inizialmente utilizzate come depositi agricoli, contribuirono in seguito ad ampliare gli ambienti residenziali. Altri due edifici, le vecchie stalle, sono disposti ortogonalmente al corpo centrale.
Il palazzo domenicale, più alto rispetto agli edifici circostanti, presenta sulla facciata lesene e cornici marcapiano che ne scandiscono lo sviluppo verticale e orizzontale. Va citata in particolare la cornice tra il piano terra e il piano nobile la quale, proseguendo poi lungo le barchesse, conferisce unità al complesso.
Il salone centrale fu progettato dallo stesso Rizzetti facendo uso - per la prima volta nella storia dell'architettura - della "media armonica" che sarà tanto apprezzata da Francesco Maria Preti e da Giordano e Francesco Riccati. Il proprietario fece demolire il piano sovrastante ottenendo un ambiente molto ampio, con le aperture sovrapposte su due livelli, e lo concluse cingendolo con un ballatoio di forma ottagonale. Il soffitto è ornato da pregevoli affreschi del primo Ottocento raffiguranti Urania, musa dell'astronomia, con tre amorini.
Successivamente passata ai conti Zorzi, dal 1993 è dei Favero che ne hanno curato il restauro. I terreni circostanti sono oggi adibiti a campi da golf.

## Infrastrutture e trasporti
Come già accennato, Salvarosa è stata una località rilevante per quanto riguarda i collegamenti sin dall'età romana, venendosi a trovare in prossimità dell'incrocio tra la via Postumia e la via Aurelia.
Attualmente la principale arteria stradale della frazione è la SR 53 "Postumia" (che non ha nulla a che vedere con l'antica via romana), la quale transita poco più a nord dell'abitato collegando Castelfranco a Treviso. Fu realizzata in tempi recenti per deviare il traffico dalla storica SP 5 "Castellana", che scorre invece più a sud attraversando alcuni centri urbani.
Subito a est del centro passa la ferrovia Calalzo-Padova.